# Der wilde Schlag meines Herzens
Der wilde Schlag meines Herzens ist ein Spielfilm des französischen Regisseurs Jacques Audiard aus dem Jahr 2005. Das Drama ist eine Neuverfilmung von James Tobacks Film Finger – Zärtlich und brutal (1978) und wurde von dem Filmstudio Why Not Productions in Zusammenarbeit mit u. a. Canal+ produziert.

## Handlung
Der musikalisch begabte 28-jährige Thomas Seyr, „Tom“ genannt, hat nach dem Tod seiner Mutter Sonia, einer Konzertpianistin, das Klavierspiel aufgegeben. Zehn Jahre später arbeitet er, wie auch sein Vater Robert, als „Immobilienmakler“ in Paris. Zusammen mit seinen Kumpeln und Geschäftspartnern setzt er Ratten in Gebäuden aus, stellt Wasser und Strom ab, zerschlägt die Fenster und setzt illegale Hausbesetzer und lästig gewordene Mieter auf die Straße.
Als Robert erneut heiraten will, holt er sich das Einverständnis seines Sohnes ein. Tom hat seine Zweifel, er befürchtet, dass sein Vater enttäuscht werden könnte. Er verhöhnt die junge Frau und nennt sie gegenüber seinem Vater, der ihn nach seiner ehrlichen Meinung fragt, eine „Nutte“.
Zwischen krummen Geschäften und dem Pariser Nachtleben pendelnd, entdeckt Tom eines Abends aus seinem Auto heraus vor dem Konservatorium einen alten Bekannten. Monsieur Fox, der Impresario seiner Mutter, erinnert sich noch lebhaft an ihn. Er lädt Tom ein, bei ihm vorbeizukommen und vorzuspielen. Noch am selben Abend spielt sich Tom alten Tonbandaufnahmen seiner Mutter vor, schaut sich wiederholt einen Film über das Klavierspiel von Vladimir Horowitz an, und er beginnt auf dem Flügel in seiner Wohnung zu spielen. Als er sich für ein Vorspiel am Pariser Konservatorium vorstellt, holt er sich, noch bevor er sein Können unter Beweis gestellt hat, eine Abfuhr von einem Musikprofessor, der ihn für zu alt für ein Studium hält und eine geplante Konzertkarriere nur müde belächelt. Ein chinesischer Student, der das Gespräch mit dem Professor mitgehört hat, vermittelt ihm den Kontakt zu der vietnamesischen Musikstudentin Miao-Lin, die ihn auf das Vorspiel vorbereiten wird.
Toms Vater hat überhaupt kein Verständnis für das neue Projekt seines Sohnes. Er selbst hat Probleme mit einem tunesischen Imbißbetreiber, der im Rückstand mit der Miete ist und nicht zahlen will. Der Vater bittet Tom, die Miete einzutreiben. Widerwillig lässt sich Tom auf den Auftrag ein und beschafft sich mit Gewalt das Geld.
Miao-Lin, die weder Englisch noch Französisch spricht, bereitet ihn auf das Vorspiel, eine Toccata von Bach, vor. Bald schon hat Tom die Musik so sehr verinnerlicht, dass er auch im Auto oder an der Bar mit seinen Fingern das Stück repetiert.
Tom deckt in dieser Zeit widerwillig die Affären seines Geschäftspartners, der seine Frau Aline mit wechselnden Partnerinnen betrügt. Er vernachlässigt die Immobiliengeschäfte zusehends, da sein Kopf nur mit der Musik beschäftigt ist, und er verliebt sich in Aline, die sich sehr wohl über die Seitensprünge ihres Ehemanns im Klaren ist. Gleichzeitig gehen die Musikstunden weiter, und unzufrieden mit seinen Fortschritten, reagiert er aggressiv auf die vorsichtige Kritik Miao-Lins.
Toms Vater, dessen Beziehung zu Chris ein Ende gefunden hat, wurde bei einem Grundstücksgeschäft von dem Russen Minskov um 300.000 Euro betrogen. Er verlangt von Tom, sich um die Wiederbeschaffung des Geldes zu kümmern. Tom wendet sich an Chris mit dem Vorschlag, gegen Bezahlung wieder zu Robert zurückzukehren und Tom regelmäßig über das Befinden seines Vaters auf dem Laufenden zu halten. Tom stellt über Minskovs Freundin einen telefonischen Kontakt zu dem Mafioso her und merkt, wie gefährlich der Russe ist. Anstatt sich um die Beschaffung des Geldes zu bemühen, schläft er mit Minskows Freundin. Dem Vater empfiehlt er, den Gedanken an das verlorene Geld aufzugeben.
In der Nacht vor dem Vorspiel wird Tom von seinen Kumpeln gezwungen, Hausbesetzer von einem Grundstück vertreiben. Beim Vorspiel versagt Tom, und er stürmt entnervt aus dem Konzertsaal. Er sucht dann seinen Vater auf, die Wohnung ist verwüstet, und der Vater, mit Blut überströmt, wurde erschlagen.
Zwei Jahre nach dem Mord an seinem Vater führt Tom eine Beziehung mit Miao-Lin, die eine erfolgreiche Konzertpianistin geworden ist. Er managt ihre Tourneen. Vor einem ihrer Konzerte sieht er zufällig den Russen Minskov in einer Pariser Straße. Er folgt ihm auf die Toilette und schlägt ihn mit seinem Koffer nieder. Bei der folgenden blutigen Auseinandersetzung in einem Treppenhaus zieht der Russe seine Pistole, doch Tom ringt ihn nieder, der wie tot auf der Treppe liegen bleibt. Tom bringt es jedoch nicht fertig, den bewusstlosen Mann zu erschießen. Er kehrt, notdürftig frischgemacht, zum Konzert von Miao-Lin zurück, wo er sie von seinem Platz aus beobachtet und mit seinen Händen das Stück mitspielt.

## Entstehungsgeschichte
Der wilde Schlag meines Herzens ist ein Remake des B-Movies Finger – Zärtlich und brutal von James Toback. In dem Debütfilm des US-amerikanischen Regisseurs aus dem Jahr 1978 spielte Harvey Keitel die Hauptrolle des musikalischen Gelegenheitsgauners. Tobacks Werk avancierte schnell zum Kultfilm und zählte zu den Lieblingsfilmen eines François Truffaut (1932–1984) oder Quentin Tarantino. Der französische Regisseur Jacques Audiard, der Finger – Zärtlich und brutal auch zu seinen Lieblingsfilmen zählt, adaptierte das Werk gemeinsam mit dem Schriftsteller und Drehbuchautor Tonino Benacquista. Beide hatten vier Jahre zuvor gemeinsam an Audiards Thriller Sur mes levrès zusammengearbeitet. Sie übertrugen die Handlung, die ursprünglich in der Umgebung der New Yorker Mafia spielte, auf Paris und nutzten als Milieu das dortige Immobiliengeschäft. Dabei behielten sie Tobacks Prämissen bei, führten jedoch starke Änderungen im Skript durch. Audiard und Benacquista führten Frauenfiguren ein und strichen die Figur der verstorbenen Mutter, die nur noch in der Vorstellung des Protagonisten existiert. Der Charakter des Vaters wurde hingegen kaum verändert. Als weitere Inspiration für das Drehbuch dienten Audiard und Benacquista auch Filme von James Foleysie, darunter Glengarry Glen Ross (1991) mit Al Pacino, der in der New Yorker Immobilienbranche angesiedelt ist.
Für die Hauptrolle des Tom konnte Romain Duris gewonnen werden, der damals als einer der begabtesten Nachwuchsdarsteller in Frankreich galt. Audiard hatte Duris Karriere seit seinem Mitwirken in Cédric Klapischs Abschlussklasse: Wilde Jugend – 1975 im Jahr 1994 verfolgt. Als Vorbereitung für die Dreharbeiten erhielt Duris von seiner Schwester, einer Konzertpianistin, Klavierunterricht. Unterstützt wurde Duris durch unter anderem Niels Arestrup, Linh Dan Pham und Emmanuelle Devos. Devos hatte 2001 erfolgreich als Hauptdarstellerin unter der Regie Audiards in Sur mes lèvres mitgewirkt. Linh Dan Pham hatte ihren Durchbruch 1992 mit ihrer ersten Filmrolle in Régis Wargniers Indochine gefeiert. Für sie war es nach einer dreizehnjährigen Leinwandabstinenz die erste Filmrolle.
Gedreht wurde Der Wilde Schlag meines Herzens an Original-Schauplätzen in Paris, darunter im Café Les Jardins d’Issoire in der Rue de la Tombe Issoire. Gedreht wurde im 35-mm-Film-Format. Als Kameramann wurde Stéphane Fontaine verpflichtet, der Szenen aus Sicht des Protagonisten mit der Handkamera filmte. Die Filmmusik komponierte Alexandre Desplat, der an Jacques Audiards vorangegangenem Werk mitgewirkt hatte. Desplat orientierte sich bei der Suche nach dem musikalischen Leitmotiv an Werken von Johann Sebastian Bach. Für den Schnitt war die französische Filmeditorin Juliette Welfling verantwortlich, die an allen bisherigen Spielfilmen Audiards beteiligt war.
Der französische Titel des Films – De battre mon cœur s'est arreté – ist ein Zitat aus dem Lied La fille du Père Noël von Jacques Dutronc.

## Rezeption
Jacques Audiards fünfte Regiearbeit feierte ihre Premiere am 17. Februar 2005 auf den Filmfestspielen von Berlin. Der offizielle französische Kinostart erfolgte knapp einen Monat später, am 16. März. Der Film, der allgemein in das Genre des Neo-Noir eingeordnet wurde (entgegen der Meinung des Co-Autors Benacquista, der in Audiards Werken keine Genrefilme erkennt), stand in der Gunst der Kritiker und konnte allein in Frankreich fast eine Million Zuschauer in die Kinos locken. Im Fokus standen vor allem im Vergleich zum Original die düstere und realistischere, teils klaustrophobische Inszenierung Audiards, sowie die wenig vorhersehbare Handlung. 
Ebenfalls großartige Kritiken erhielt das Schauspielensemble, im Besonderen Hauptdarsteller Romain Duris. Für sein charismatisches Spiel des zwischen der Musik und Kriminalität hin- und hergerissenen Tom wurde er vereinzelt mit einem jungen Alain Delon oder Jean-Paul Belmondo bzw. mit Robert De Niros Johnny Boy aus Martin Scorseses Hexenkessel (1972) verglichen. Negative Stimmen attestierten dem von einer nervösen Kameraführung geprägten Werk Schwächen in der Inszenierung und einen Hauptdarsteller, der sich viel zu sehr am Stile Robert De Niros oder Harvey Keitels orientiert habe. James Toback lobte die Neuverfilmung. Er übte aber Kritik an der Entscheidung Toms, sich nicht an dem mutmaßlichen Mörder seines Vaters zu rächen.
In den USA feierte Der wilde Schlag meines Herzens am 1. Juli in fünf Kinos seine Premiere und konnte bis Anfang Dezember 2005 einen Gewinn von über einer Million US-Dollar einspielen. In Deutschland startete der Film am 22. September 2005 und erhielt auch dort überwiegend gute bis sehr gute Kritiken.

## Kritiken
- Chicago Sun-Times:  „Der französische Film ist nicht so sehr ein Remake, als dass er eine Variation desselben Materials behandelt, gesehen in einer realistischeren, weniger emotionalen extremen Art … ‚Der Wilde Schlag meines Herzens‘ ist ein dunkleres und ein mehr pessimistisches Vorhaben, mit einem Helden, der genauso konfliktbeladen aber nicht so wahnsinnig ist, wie das Original Tobacks.“
- film-dienst: „Beeindruckend ist vornehmlich der Stil des Films: Stéphane Fontaines Kamera wirkt, darin dem Protagonisten gleich, stets wie auf dem Sprung, und die Lichtgebung evoziert eine Art impressionistischen Film noir. Aufregend anzuschauen ist das durchaus, doch lässt es einen wie so viele Etüden mitunter kalt. Im Inneren des Films steckt weniger ein Herz als ein kunstvoll aus dem Takt gebrachtes Metronom.“
- Frankfurter Allgemeine Zeitung: „Der Film ist ein einziges Kraftwerk. Fortwährend verwandelt er eine hohe Energiemenge in andere Aggregatzustände. Die Aggressivität, die Tom vorantreibt, wird ohne Verlust umgewandelt, sobald er am Klavier sitzt.“
- New York Times: „Teils psychologischer Thriller, teils Love Story (Männer und Frauen, Eltern und Kinder) handelt ‚Der wilde Schlag meines Herzens‘ auch davon,  was man braucht, um unseren eigenen Gefängnissen zu entfliehen. Geschrieben von Mr. Audiard und Tonino Benacquista, mit dem er 'Sur mes lèvres' verfasste, nutzt der Film sein trübes Milieu als eine Art Annäherung in eine Meditation darüber, was uns menschlich macht, einschließlich die Fesseln, die erdrosseln.“
- Tagesspiegel: „Das seltene Genre des Künstlerthrillers erfährt, vorsichtig gesagt, durch ‚De battre mon cœur s’est arrêté‘ keine wesentlich neuen Impulse. Wie auch die Titelfindung – prosaisch übersetzt: Mein Herz hat aufgehört zu schlagen – sich nicht unmittelbar erschließt.“

## Auszeichnungen
Bei der Verleihung des wichtigsten französischen Filmpreises am 25. Februar 2006, dem César, setzte sich Jacques Audiards Film als Favorit in acht von zehn nominierten Kategorien durch, darunter als Bester Film und für die Beste Regie. Zuvor hatte Der wilde Schlag meines Herzens bereits bei der Berlinale 2005 einen Silbernen Bären für die Beste Filmmusik erhalten und war 2006 mit dem British Academy Film Award als beste nicht-englischsprachige Produktion ausgezeichnet worden. Im selben Jahr erhielt der Film den Preis des Französischen Syndikats der Filmkritiker.

### César 2006
- Bester Film
- Beste Regie
- Bestes adaptiertes Drehbuch
- Bester Nebendarsteller (Niels Arestrup)
- Beste Nachwuchsdarstellerin (Linh Dan Pham)
- Beste Filmmusik
- Beste Kamera
- Bester Schnitt
  - nominiert in den Kategorien
    - Bester Hauptdarsteller (Romain Duris)
    - Bester Ton

### British Academy Film Awards 2006
- Bester nicht-englischsprachiger Film

### Weitere
Berlinale 2005
- Silberner Bär für die Beste Filmmusik
- nominiert für den Goldenen Bären als Bester Film

Europäischer Filmpreis 2005
- nominiert in den Kategorien
  - Bester Hauptdarsteller (Romain Duris)
  - Publikumspreis – Beste Regie

Syndicat Français de la Critique de Cinéma 2006
- Bester Film